# コックファイター
『コックファイター』（原題：Cockfighter）は、1974年制作のアメリカ合衆国のドラマ映画。
チャールズ・ウィルフォードの同名小説を原作に、闘鶏をテーマに描いたスポーツ・ドラマ映画。ロジャー・コーマンが、『断絶』が興行的に失敗しハリウッドから干されていたモンテ・ヘルマンに復活のチャンスを与えるためメガホンをとらせたが、本作もまた興行的に失敗、コーマン製作作品の中では数少ない赤字作品の1本となった。その後、コーマンは製作費を回収するため、関係ない別作品の場面を入れて再編集し、Born to Kill、Gamblin' Man、Wild Drifterとタイトルを変更して公開したが、やはり興行的に失敗した。

## あらすじ
闘鶏トレーナーのフランクは、ライバルのジャックとの試合前に高らかに勝利宣言するが、結果はフランクの惨敗。フランクは悔しさのあまり、全国チャンピオンになるまで一切口をきかないと誓いを立て、各地の試合に出場し、腕を磨く。
だが、闘鶏に入れ上げる彼に恋人のドディは愛想を尽かし、彼のもとを去ってしまう。それでもフランクは、勝手に弟夫婦の家を売り払って得た500ドルで最強の鶏といわれる“白い稲妻”を手に入れ、飼育業者のオマーとともに猛特訓を開始、ジャックとの再戦を目指す。

## キャスト
- フランク：ウォーレン・オーツ
- ジャック：ハリー・ディーン・スタントン
- ドディ：ローリー・バード[4]
- ランダル：トロイ・ドナヒュー
- オマー：リチャード・B・シャル
- トム：エド・ベグリー・ジュニア
- ジュニア：スティーヴ・レイルズバック
- エリザベス：パトリシア・ピアシー
- フランシス：ミリー・パーキンス